# Draft 1937 de la NFL
1936 1938
La draft 1937 de la NFL est la 2e draft annuelle de la National Football League, permettant aux franchises de football américain de sélectionner des joueurs universitaires éligibles pour jouer professionnels. Elle s'est déroulée le 12 décembre 1936 à New York.

## Draft
Légende
|  | = Hall of Famer |

### Premier tour
| Choix | Équipe                 | Joueur                            | Pos         | Université       | Notes |
| ----- | ---------------------- | --------------------------------- | ----------- | ---------------- | ----- |
| 1     | Eagles de Philadelphie | Sam Francis                       | Back        | Nebraska         |       |
| 2     | Dodgers de Brooklyn    | Ed Goddard                        | Back        | Washington State |       |
| 3     | Cardinals de Chicago   | Ray « Buzz » Buivid               | Quarterback | Marquette        |       |
| 4     | Giants de New York     | Ed Widseth                        | Back        | Minnesota        |       |
| 5     | Pirates de Pittsburgh  | Mike Basrak                       | Centre      | Duquesne         |       |
| 6     | Redskins de Boston     | Sammy Baugh                       | Quarterback | Texas Christian  |       |
| 7     | Lions de Detroit       | Lloyd Cardwell                    | Back        | Nebraska         |       |
| 8     | Bears de Chicago       | Les McDonald (football américain) | End         | Nebraska         |       |
| 9     | Packers de Green Bay   | Eddie Jankowski                   | Back        | Wisconsin        |       |
| 10    | Rams de Cleveland      | John « Zero » Drake               | Tackle      | Purdue           |       |

### Deuxième tour
| Choix | Équipe                 | Joueur                  | Pos          | Université         | Notes |
| ----- | ---------------------- | ----------------------- | ------------ | ------------------ | ----- |
| 11    | Eagles de Philadelphie | Franny Murray           | Back         | Pennsylvanie       |       |
| 12    | Cardinals de Chicago   | Gaynell Tinsley         | End          | Louisiana State    |       |
| 13    | Dodgers de Brooklyn    | Clarence « Ace » Parker | Back         | Duke               |       |
| 14    | Giants de New York     | Arthur « Tarzan » White | Back         | Alabama            |       |
| 15    | Pirates de Pittsburgh  | Bob Finley              | Guard        | Southern Methodist |       |
| 16    | Redskins de Boston     | Nello Falaschi          | Centre       | Santa Clara        |       |
| 17    | Lions de Detroit       | Charley Hamrick         | Tackle       | Ohio State         |       |
| 18    | Bears de Chicago       | Marv Stewart            | Back         | Louisiana State    |       |
| 19    | Packers de Green Bay   | Ave Daniell             | Running Back | Pittsburgh         |       |
| 20    | Rams de Cleveland      | Jules Alfonse           | Tackle       | Minnesota          |       |

### Troisième tour
| Choix | Équipe                 | Joueur                    | Pos    | Université      | Notes |
| ----- | ---------------------- | ------------------------- | ------ | --------------- | ----- |
| 21    | Eagles de Philadelphie | Drew Ellis                | Tackle | Texas Christian |       |
| 22    | Dodgers de Brooklyn    | Max Starcevich            | Back   | Washington      |       |
| 23    | Cardinals de Chicago   | Arthur Guepe              | Back   | Marquette       |       |
| 24    | Giants de New York     | Jerry Dennerlein          | Centre | St. Mary's (CA) |       |
| 25    | Pirates de Pittsburgh  | Bill Breeden              | End    | Oklahoma        |       |
| 26    | Redskins de Boston     | Maurice Eldar             | Back   | Kansas State    |       |
| 27    | Lions de Detroit       | Vern Huffman              | End    | Indiana         |       |
| 28    | Bears de Chicago       | Dick Plasman              | Back   | Vanderbilt      |       |
| 29    | Packers de Green Bay   | Charles « Bud » Wilkinson | End    | Minnesota       |       |
| 30    | Rams de Cleveland      | Bobby Larue               | Tackle | Pittsburgh      |       |

### Quatrième tour
| Choix | Équipe                 | Joueur                | Pos    | Université        | Notes |
| ----- | ---------------------- | --------------------- | ------ | ----------------- | ----- |
| 31    | Eagles de Philadelphie | Walter Gilbert        | Back   | Auburn            |       |
| 32    | Cardinals de Chicago   | H.K. « Bucky » Bryan  | Guard  | Tulane            |       |
| 33    | Dodgers de Brooklyn    | Bill Kurlish          | Tackle | Pennsylvanie      |       |
| 34    | Giants de New York     | Ward Cuff             | End    | Marquette         |       |
| 35    | Pirates de Pittsburgh  | Elmo « Bo » Hewes     | End    | Oklahoma          |       |
| 36    | Redskins de Boston     | Dick Bassi            | End    | Santa Clara       |       |
| 37    | Lions de Detroit       | Bill Glassford        | Back   | Pittsburgh        |       |
| 38    | Bears de Chicago       | Henry Hammond         | Back   | Southwestern (KS) |       |
| 39    | Packers de Green Bay   | Earl « Bud » Svendsen | End    | Minnesota         |       |
| 40    | Rams de Cleveland      | John Wiatrak          | Centre | Washington        |       |

### Cinquième tour
| Choix | Équipe                 | Joueur                 | Pos         | Université      | Notes |
| ----- | ---------------------- | ---------------------- | ----------- | --------------- | ----- |
| 41    | Eagles de Philadelphie | Alex Drobnitch         | Back        | Denver          |       |
| 42    | Dodgers de Brooklyn    | Bert Johnson           | Tackle      | Kentucky        |       |
| 43    | Cardinals de Chicago   | Ham Harmon             | Centre      | Tulsa           |       |
| 44    | Giants de New York     | Mickey Kobrosky        | Quarterback | Trinity College |       |
| 45    | Pirates de Pittsburgh  | Jack Frye              | End         | Missouri        |       |
| 46    | Redskins de Boston     | Chuck Bond             | Tackle      | Washington      |       |
| 47    | Lions de Detroit       | Maury Patt             | Centre      | Carnegie-Mellon |       |
| 48    | Bears de Chicago       | Bill « Red » Conkright | Center      | Oklahoma        |       |
| 49    | Packers de Green Bay   | Dewitt Gibson          | Guard       | Northwestern    |       |
| 50    | Rams de Cleveland      | Inwood Smith           | Tackle      | Ohio State      |       |

### Sixième tour
| Choix | Équipe                 | Joueur          | Pos    | Université                     | Notes |
| ----- | ---------------------- | --------------- | ------ | ------------------------------ | ----- |
| 51    | Eagles de Philadelphie | Bill Guckeyson  | Back   | Maryland                       |       |
| 52    | Cardinals de Chicago   | Phil Dickens    | Tackle | Tennessee                      |       |
| 53    | Dodgers de Brooklyn    | John Golemgeske | Tackle | Wisconsin                      |       |
| 54    | Giants de New York     | Jim Farley      | Back   | Institut militaire de Virginie |       |
| 55    | Pirates de Pittsburgh  | Walt Roach      | Back   | Texas Christian                |       |
| 56    | Redskins de Boston     | Jimmie Cain     | End    | Washington                     |       |
| 57    | Lions de Detroit       | George Bell     | Tackle | Purdue                         |       |
| 58    | Bears de Chicago       | Del Bjork       | Back   | Oregon                         |       |
| 59    | Packers de Green Bay   | Merle Wendt     | Tackle | Ohio State                     |       |
| 60    | Rams de Cleveland      | Chris Del Sasso | Tackle | Indiana                        |       |

### Septième tour
| Choix | Équipe                 | Joueur                 | Pos    | Université         | Notes |
| ----- | ---------------------- | ---------------------- | ------ | ------------------ | ----- |
| 61    | Eagles de Philadelphie | Herb Barna             | Guard  | West Virginia      |       |
| 62    | Dodgers de Brooklyn    | Fred Funk              | Back   | UCLA               |       |
| 63    | Cardinals de Chicago   | Herm Dickerson         | End    | Virginia Tech      |       |
| 64    | Giants de New York     | Jim Poole              | Back   | Mississippi        |       |
| 65    | Pirates de Pittsburgh  | Byron Haines           | Back   | Washington         |       |
| 66    | Redskins de Boston     | Rotta Holland          | Tackle | Kansas State       |       |
| 67    | Lions de Detroit       | John Sprague           | Back   | Southern Methodist |       |
| 68    | Bears de Chicago       | J.W. « Buck » Friedman | Tackle | Rice               |       |
| 69    | Packers de Green Bay   | Marv Baldwin           | Tackle | Texas Christian    |       |
| 70    | Rams de Cleveland      | Norm Schoen            | Tackle | Baldwin-Wallace    |       |

### Huitième tour
| Choix | Équipe                 | Joueur        | Pos    | Université          | Notes |
| ----- | ---------------------- | ------------- | ------ | ------------------- | ----- |
| 71    | Eagles de Philadelphie | Nestor Hennon | Back   | Carnegie-Mellon     |       |
| 72    | Cardinals de Chicago   | John Reynolds | Centre | Baylor              |       |
| 73    | Dodgers de Brooklyn    | Steve Reid    | Tackle | Northwestern        |       |
| 74    | Giants de New York     | Gene Meyers   | Back   | Kentucky            |       |
| 75    | Pirates de Pittsburgh  | Marty Kordick | End    | St. Mary's (CA)     |       |
| 76    | Redskins de Boston     | Joel Eaves    | Guard  | Auburn              |       |
| 77    | Lions de Detroit       | Elvin Sayre   | Back   | Illinois            |       |
| 78    | Bears de Chicago       | Steve Toth    | Center | Northwestern        |       |
| 79    | Packers de Green Bay   | Les Chapman   | Back   | Tulsa               |       |
| 80    | Rams de Cleveland      | Herm Schmarr  | Tackle | Catholic University |       |

### Neuvième tour
| Choix | Équipe                 | Joueur          | Pos    | Université               | Notes |
| ----- | ---------------------- | --------------- | ------ | ------------------------ | ----- |
| 81    | Eagles de Philadelphie | Paul Fanning    | Back   | Kansas State             |       |
| 82    | Dodgers de Brooklyn    | Ed Nowogrowski  | Back   | University of Washington |       |
| 83    | Cardinals de Chicago   | Dwight Hafeli   | Back   | Washington (St. Louis)   |       |
| 84    | Giants de New York     | Dwight Scheyer  | End    | Washington State         |       |
| 85    | Pirates de Pittsburgh  | Matt Patanelli  | Tackle | Michigan                 |       |
| 86    | Redskins de Boston     | Bill Docherty   | Guard  | Temple                   |       |
| 87    | Lions de Detroit       | Larry Kelley    | Guard  | Yale                     |       |
| 88    | Bears de Chicago       | Al Guepe        | End    | Marquette                |       |
| 89    | Packers de Green Bay   | Gordon Dahlgren | Guard  | Michigan State           |       |
| 90    | Rams de Cleveland      | Ray Johnson     | Tackle | Denver                   |       |

### Dixième tour
| Choix | Équipe                 | Joueur                | Pos    | Université           | Notes |
| ----- | ---------------------- | --------------------- | ------ | -------------------- | ----- |
| 91    | Eagles de Philadelphie | Ray Antil             | Back   | Minnesota            |       |
| 92    | Cardinals de Chicago   | Middleton Fitzsimmons | Guard  | Georgia Tech         |       |
| 93    | Dodgers de Brooklyn    | Gil Kuhn              | Back   | USC                  |       |
| 94    | Giants de New York     | Chuck Gelatka         | End    | Mississippi State    |       |
| 95    | Pittsburgh Pirates     | Stan Nevers           | Tackle | Kentucky             |       |
| 96    | Redskins de Boston     | Dom « Mac » Cara      | Guard  | North Carolina State |       |
| 97    | Lions de Detroit       | Kay Bell              | Guard  | Washington State     |       |
| 98    | Bears de Chicago       | Ed (Red) Wade         | End    | Utah State           |       |
| 99    | Packers de Green Bay   | Dave Gavin            | Guard  | Holy Cross           |       |
| 100   | Rams de Cleveland      | Solon Holt            | Tackle | Texas Christian      |       |